# الشركة العامة لصناعة الأدوية والمستلزمات الطبية

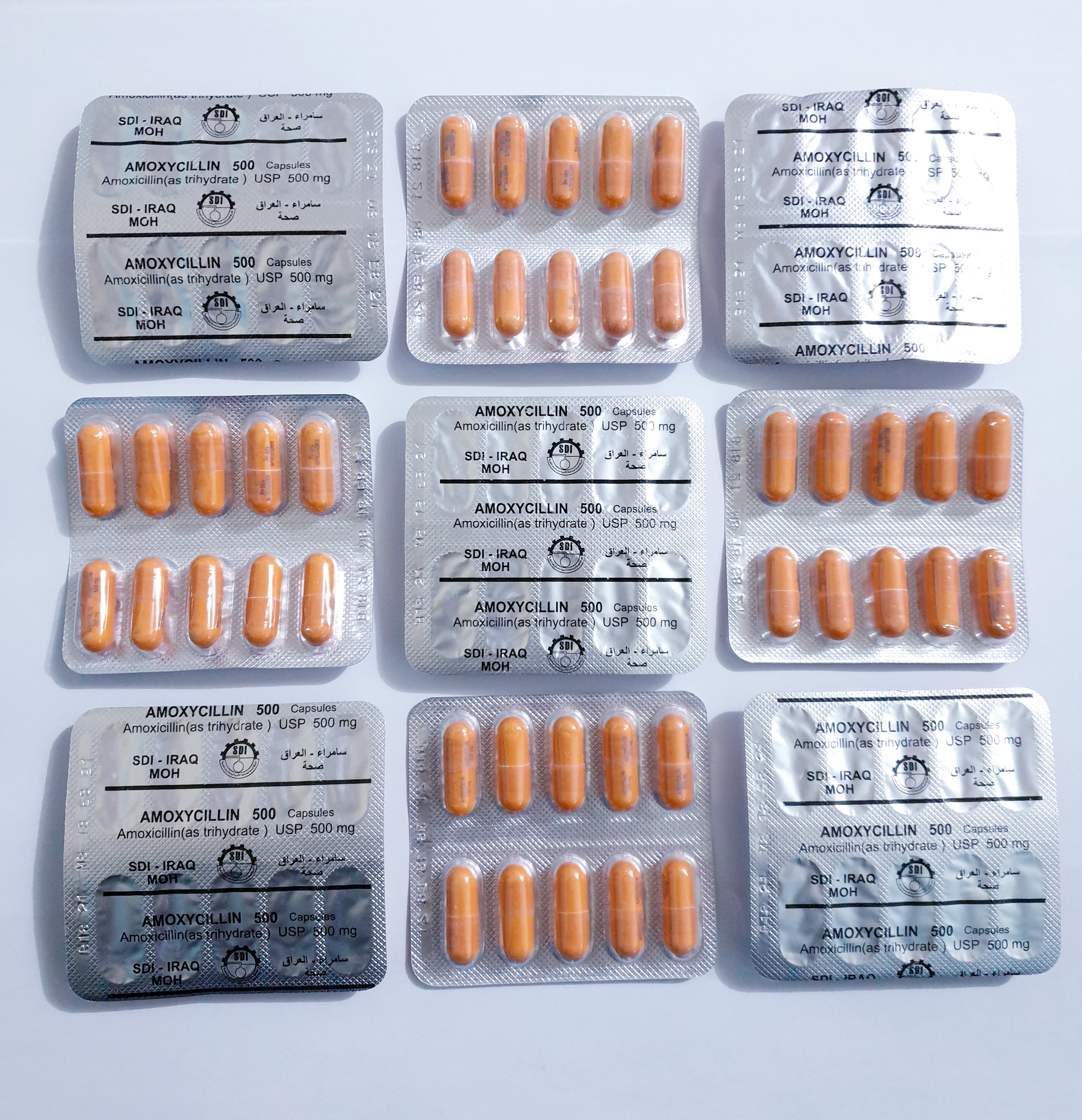
دواء أموكسيسيلين من انتاج مصنع سامراء التابع للشركة العامة لصناعة الأدوية والمستلزمات الطبية

الشركة العامة لصناعة الأدوية والمستلزمات الطبية / سامراء هي شركة أدوية حكومية تأسست سنة 1965 في العراق على أساس معاهدة التعاون الاقتصادي والفني بين العراق والاتحاد السوفيتي عام 1959. وباشرت بالأنتاج الفعلي عام 1971 .

## نبذه تاريخية
أسست الشركة العامة لصناعات الأدوية بموجب قانون المؤسسات العامة رقم 66 لسنة 1965. وبعد صدور قانون الشركات رقم 22 لسنة 1997 تأسست الشركة العامة لصناعة الأدوية والمستلزمات الطبية وموقعها الرئيسي في سامراء وبرأس مال قدره (271.644 مليون دينار) وقد تم تعديله إلى (1.771.644) مليار دينار في 26/12/1999 .

## المصانع
|   | المصنع                                           | الانتاج |
| - | ------------------------------------------------ | --- |
| 1 | مصنع أدوية سامراء                                | هو أقدم المعامل وينتج معظم المنتجات الصيدلانية المستخدمة في البلاد، والتي تبلغ تقريبا 350 نوعا من الادوية. ويضم المصنع مقر الشركة. |
| 2 | مصنع بغداد لإنتاج الغازات الطبية                 | وينتج المعمل غاز الأوكسجين وغاز التخدير والزجاج العلمي. |
| 3 | مصنع بابل لإنتاج المحاقن النبيذة والغازات الطبية | يقوم بإنتاج المحاقن الطبية وغاز الأوكسجين. |
| 4 | مصنع أدوية نينوى                                 | ويقع شمال مدينة الموصل وكان مرتبطا بالشركة الأم في سامراء ويختص بإنتاج الشراب والحبوب والكبسول والمراهم، لكنه فك ارتباطه عن مصنع سامراء في تموز عام 2002 لمدة سنة تحت التجربة وصار ينتج الأدوية مستقلا عن مصنع سامراء. الا ان احتلال العراق عام 2003 جعله يستمر كشركة مستقلة ولغاية عام 2015 حيث أعيد دمجه بالشركة الأم في سامراء |
| 5 | مصنع المحاليل الوريدية نينوى                     | ويقع داخل مدينة الموصل وكان مرتبطا بالشركة الأم في سامراء ويختص بإنتاج المحاليل الوريدية حتى فك ارتباطه عن مصنع سامراء في تموز عام 2002 لمدة سنة تحت التجربة وصار مستقلا عن مصنع سامراء. الا ان احتلال العراق عام 2003 جعله يستمر كجزء من شركة ادوية نينوى المستقلة ولغاية عام 2015 حيث أعيد دمجه بالشركة الأم في سامراء          |
| 6 | مصنع الطارق للمُبيدات                             | يختص بإنتاج مُبيدات الحشرات والقوارض مثل (گيموكوم). |

## الأهداف
إن الهدف الرئيسي للشركة هو دعم الاقتصاد الوطني في مجالات صناعة الأدوية ومستحضرات التجميل، وفقا للمعايير الدولية مع الأخذ بعين الاعتبار الأهداف الاقتصادية للبلاد وإنتاج الأدوية البشرية المختلفة التي من شأنها تلبية احتياجات البلاد وفقا للمواصفات العالية وإنتاج الاجهزة الطبية المختلفة والشروع في الأبحاث الطبية والدوائية لإنتاج عقاقير جديدة وإنتاج الأدوية البيطرية المختلفة.

## وصلات خارجية
- موقع معمل أدوية سامراء
- قائمة مستحضرات الشركة